# Conus straturatus
Espèce
Conus straturatus est une espèce de mollusques gastéropodes marins de la famille des Conidae.
Comme toutes les espèces du genre Conus, ces escargots sont prédateurs et venimeux. Ils sont capables de « piquer » les humains et doivent donc être manipulés avec précaution, voire pas du tout.

## Description
La taille de la coquille varie entre 29 mm et 39 mm. La coquille présente des marques longitudinales interrompues de couleur marron formant des bandes sur un fond bleu cendré. La spire modérée est lisse. 
Le verticille est entouré en dessous de rainures distantes. .

## Distribution
Cette espèce marine est présente dans le sud-ouest de l'océan Pacifique.

## Taxonomie

### Publication originale
L'espèce Conus straturatus a été décrite pour la première fois en 1865 par le naturaliste, illustrateur et conchyliologiste britannique George Brettingham Sowerby II dans « Proceedings of the Zoological Society of London »,.

### Synonymes
- Conus (Phasmoconus) straturatus G. B. Sowerby II, 1865 · appellation alternative
- Conus albospira E. A. Smith, 1880 · non accepté